# Gde ty, ljubow?
Gde ty, ljubow? (russisch Где ты, любовь?, übersetzt: „Wo bist du, Liebe?“) ist ein rumänisch-sowjetischer Film aus dem Jahr 1981. Am 1. Januar 1980 kam der Film in der Sowjetunion heraus. 2002 wurde die offizielle Videoversion des Films durch ARENA Corporation veröffentlicht.

## Inhalt
Der Film handelt von einer Gruppe junger Popmusiker, die auf dem Weg von einer Amateurband zu einer professionellen Band sind. Auf diesem Weg entwickeln sie ihren eigenen Stil und eigene Lieder. 
Die überwiegende Handlung wird durch die Lieder (gesungen von Sofija Rotaru) und Landschaftsaufnahmen der  Moldaulandschaft und des Schwarzen Meeres geprägt. Hierbei wird das Landbauernleben in einer epischen Breite dargestellt.

## Produktion
Die Dreharbeiten des Films begannen in Chișinău in Moldawien. Der damals sowjetweit bekannte Filmstar Sofie Rotaru wurde ausgewählt, die Hauptrolle zu übernehmen. Bald wurde jedoch klar, dass Rotaru in dem halbdokumentarischen, halbautobiografischen Film sich selbst spielt. Der Film war zunächst als Musical-Film geplant, im Zuge dessen Rotaru als bekannte sowjetische Sängerin engagiert wurde. Dazu Produzent Gajiu:

„Ehrlich gesagt war Gde ty, ljubow? ein grundlegend neuer Filmtyp für mich. Eigentlich wollte ich einen Musical-Film namens The Year of Vocation drehen, ebenfalls mit Sofija Rotaru in der Hauptrolle. Doch das Goskino [Anm.: USSR State Committee for Cinematography] entschied anders. Ich weiß noch, wie mir gesagt wurde: ‚Mach’ einen Film über Rotaru, ansonsten wird dein Film nicht zugelassen.‘ […] Da hatten die Drearbeiten zu The Year of Vocation bereits begonnen, sodass wir für den Rotaru-Film nicht einmal ein Drehbuch hatten. […] Es gibt in der Tat einige Übereinstimmungen zwischen der Hauptrolle und Sofija Rotaru: Mädchen vom Land, Lehrerin, Solistin einer Band.“

Letztendlich wurde das Drehbuch derart umgeschrieben, dass auch die Leitung zufrieden war. Es sollte das erste vollwertige Filmdrama über Rotaru werden. Noch während Rotaru auf Tour in Odessa war, gab sie ihre Zusage zum Projekt und unterbrach ihre Tour. Die Dreharbeiten zum Film starteten mit einem bekannten Schauspielensemble, obwohl ursprünglich als Musical konzipiert, darunter Grigore Grigoriu, Jewgeni Menischow und Wiktor Tschutak. Gedreht wurde in Moldawien, auf der Halbinsel Krim und in Odessa.